# Medaglia "In memoria dell'incoronazione dello zar Alessandro III"
La medaglia "In memoria dell'incoronazione dell'imperatore Alessandro III" è una medaglia commemorativa, un'onorificenza statale dell'impero russo per onorare le persone che sono state legate alla incoronazione di Alessandro III.
Alessandro III fu incoronato il 15 maggio 1883 nella cattedrale della Dormizione del Cremlino di Mosca, dopo più di due anni della sua ascesa al trono (2 marzo 1881). La medaglia è stata istituita il 12 maggio 1883 con decreto dell'imperatore.

## La concessione
La procedura è stata approvata mediante la concessione di due decreti: il 3 novembre 1883 e il 4 maggio 1884. Le medaglie dovevano essere indossate dalle persone che parteciparono alla preparazione, all'organizzazione e alla tutela dell'incoronazione di Alessandro III. Vennero concesse alle seguenti categorie di persone:
- Ministro degli Interni, agli Amministratori del Dipartimento di Polizia, del Dipartimento degli Affari generali e del Dipartimento per gli affari religiosi di fedi esteri;
- Tutti i file del Ministero della Corte Imperiale;
- Composizione del comitato di incoronazione, i generali e direttore personale del tribunale incoronazione;
- Al governatore generale di Mosca e al vice-governatore;
- Ministro degli Affari Interni;
- L'ufficio della sede dell'imperatore;
- Ministero della Guerra;
- Gradi, militari e civili;
- Ranks;
- I comandanti delle unità militari;
- Ufficiali e cadetti della Scuola Militare Alexander, ufficiali e cadetti delle scuole militari di Mosca;
- Tutti i deputati delle truppe cosacche;
- Tutti i presenti all'incoronazione, i rappresentanti di tutte le nazionalità dell'Impero russo, i loro traduttori e loro accompagnatori;
- Tutti presenti all' incoronazione ai funzionari e ai sacerdoti;